# Kalino (rejon czusowski)
Kalino (ros. Калино) – osiedle typu miejskiego w środkowej Rosji, w okręgu miejskim Czusowoj w Kraju permskim.
W 2020 r. miejscowość liczyła sobie 1980 mieszkańców.